# Quido Lanzaat
Quido Lanzaat (Amsterdam, 30 september 1979) is een voormalige Nederlands profvoetballer die als verdediger speelde.
Lanzaat doorliep de jeugdopleiding bij Ajax en heeft één wedstrijd gespeeld in het eerste elftal van de Amsterdamse club. Daarna vertrok hij naar Duitsland waar hij uitkwam voor Borussia Mönchengladbach, Alemannia Aachen, 1860 München en MSV Duisburg. In 2007 werd bekend dat  Lanzaat MSV Duisburg verruilt voor het Bulgaarse CSKA Sofia. Hij heeft er een tweejarig contract getekend. Hij was de eerste Nederlandse speler die uit kwam in de Bulgaarse competitie. Op 9 december 2008 wordt zijn contract in overleg ontbonden. Hij had al enkele maanden geen salaris meer ontvangen.
In de zomer van 2009 werd hij gecontracteerd door de Duitse 3. Liga club FC Carl Zeiss Jena. Van 2010 tot 2012 speelde hij voor SV Wehen Wiesbaden.

## Doping
Tijdens de periode dat hij uitkwam voor Borussia Mönchengladbach is er bij een dopingcontrole THC aangetroffen in zijn bloed, dat duidt op het gebruik van cannabis voor de wedstrijd. Naar aanleiding hiervan is Lanzaat drie maanden geschorst.

## Vermist
In juli 2014 haalde Lanzaat het landelijke nieuws met het bericht dat hij sinds vrijdag 11 juli was vermist. Hij zou met een geleende Volkswagen Golf naar Zwitserland zijn gegaan, maar daar nooit zijn aangekomen. Hij was daarnaast ook telefonisch onbereikbaar. Enkele dagen later reageerde een broer van Lanzaat: "Hierbij wil ik iedereen informeren dat we contact hebben gehad met mijn broertje Quido Lanzaat en dat hij dus leeft". Het bleef onduidelijk over wat er nu precies gebeurd was.